# Hrabstwo Custer (Oklahoma)

Piramida wieku mieszkańców hrabstwa Custer

Custer – hrabstwo w stanie Oklahoma w USA. Założone w 1891 roku. Populacja liczy 26 142 mieszkańców (stan według spisu z 2010 roku).
Powierzchnia hrabstwa to 2595 km² (w tym 40 km² stanowią wody). Gęstość zaludnienia wynosi 10 osoby/km².
Nazwa hrabstwa pochodzi od nazwiska amerykańskiego generała - George’a A. Custera.

## Miasta
- Arapaho
- Butler
- Clinton
- Custer City
- Hammon
- Thomas
- Weatherford